# Çılgın
Çılgın war eine Musik- und Call-in-Sendung des WDR Funkhaus Europa. Besonderes Charakteristikum der Sendung war der deutsch-türkische Sprachmix, in dem sie moderiert wurde. Çılgın, was im Türkischen so viel wie „ausgeflippt“ oder „verrückt“ bedeutet, wendete sich zwischen 1999 und 2013 an eine junge deutsch-türkische Zielgruppe.
Die Sendung startete Januar 1999 sonntagnachts für zwei Stunden mit dem DJ und Moderator Enver Tuncer. Im selben Jahr kam Canan Büyrü als Co-Moderatorin dazu, worauf sich zeitgleich und spontan aus einer reinen Musiksendung eine Unterhaltungssendung mit Hörerbeteiligung entwickelte. Aufgrund der sehr großen Resonanz des türkischsprachigen Publikums – besonders des jüngeren – entschloss sich Funkhaus Europa, Çılgın vom späten Sonntagabend auf den Nachmittag vorzuziehen. Çılgın war später jeweils samstags ab 18.00 Uhr eine Stunde lang im Programm des WDR Funkhaus Europa (heute COSMO) zu hören. Ende 2013 wurde Çılgın aus dem Programm genommen.

## Konzept
Çılgın wendete sich zwar hauptsächlich an junge Leute, wurde aber nach Senderangaben von allen Altersgruppen gehört, wofür auch das Vorkommen von Anrufen älterer Migranten ein Anzeiger war.
Zahlreiche deutsch-türkische Hörergespräche zu einem vorher bekanntgegebenen Tagesthema und türkische Musik von aktueller Popmusik über Coverversionen traditioneller türkischer Folklore bis hin zu Hip-Hop- und House-Produktionen aus Deutschland und der Türkei waren die tragenden Säulen der Sendung. Daneben bestimmten Hörerwünsche und Grüße aus dem gesamten Sendegebiet das Programm von Çılgın. Auch speziell für die Zielgruppe ausgewählte Veranstaltungstipps und Verlosungsspiele hielt Çılgın bereit. Zum Sendegebiet des Senders zählten anfangs nur NRW und Bremen. Später wurde die Sendung auch in Berlin, als Stream im Internetradio und schließlich in den meisten Kabelnetzen empfangen.
Das erfolgreich laufende Format wurde sowohl von der Öffentlichkeitsarbeit des WDR als auch von unabhängigen Medienjournalisten als „Kultsendung“ eingestuft.

## Sprachmix
Die Moderatorin Canan Büyrü beschreibt das ungeplante Zustandekommen des deutsch-türkischen Sprachmixes, in dem die Sendung moderiert wurde, folgendermaßen:
„Die Sendung ist hauptsächlich Deutsch, Lingua franca ist Deutsch und es rufen immer wieder Leute an, die sagen, wir können kein Deutsch, können wir auf Türkisch sprechen? Das ist überhaupt kein Thema. (…) Manchmal ist es auch so, dass Leute anrufen, die sagen, ich möchte gerne Türkisch sprechen, und dann switchen die bei jedem zweiten Wort. Sie sagen dann was auf Türkisch und dann kommt wieder ein Wort auf Deutsch. Auch diese Zweisprachigkeit innerhalb einer Sprache, während man in einer Sprache spricht, kommt sehr oft zum Vorschein.“

## Moderatoren
Canan Büyrü und Enver Tuncer moderierten die Sendung zunächst im wöchentlichen Wechsel. 2005 übernahm Oğuzhan Çelik Envers Part, da dieser sich aus privaten Gründen aus dem Hörfunk und der Medienlandschaft vorübergehend zurückzog.
Ab 2008 wurde das Moderatorenteam durch Sümeyra Kaya und Cenk Başoğlu ersetzt. Das Duo Kaya / Başoğlu moderierte die Infotainment-Sendung Çılgın im Talkformat seither in deutscher Sprache, mit Gästen aus den unterschiedlichsten Gesellschaftsschichten, immer samstags von 15.00 bis 16.00 Uhr. Ergänzt wurde die Sendung durch die monatliche Ausgabe Çılgın on Tour, bei dem Funkhaus Europa auf die besondere Stärke des Duos in der Doppelmoderation setzte. Sümeyra und Cenk besuchten ihre Community immer wieder „live“ vor Ort und stellten außergewöhnliche Persönlichkeiten sowie ausgefallene Berufsbilder vor. Cenk Başoğlu gab es ab 2008 auch mit seiner festen Rubrik „Süperstyle“ bei Süpermercado, wo er als Trendscout über aktuelle Trends in Mode und Lifestyle berichtete. Mitte 2014 wurde Çılgın ein letztes Mal mit Sümeyra und Cenk als Team ausgestrahlt, bei der die beiden Moderatoren Highlights der vergangenen Sendungen präsentierten.
Sümeyra Kaya moderiert im Team inzwischen das tägliche Vormittagsmagazin „Süpermercado“ auf demselben Sender WDR Funkhaus Europa, während Cenk Başoğlu sich für eine kreative Findungsphase aus den Medien zurückzog und derzeit erfolgreich selbständig in der Inneneinrichtungs- und Modebranche tätig ist.